# Острів Хатідзьо-Малий
О́стрів Хатідзьо́-Малий (яп. 八丈小島, はちじょうこじま, МФА: [hat͡ɕid͡ʑoːkod͡ʑima]) — безлюдний острів вулканічного походження в західній частині Тихого океану. Складова групи островів Ідзу, один з малих островів групи. Належить містечку Хатідзьо області Хатідзьо префектури Токіо, Японія. Розташований на захід від острова Хатідзьо. Станом на 2007 рік площа острова становила 3,08 км. Найвища точка — вулкан Тайхей, висотою 618 м. До 1969 року був заселеним.

## Галерея

Острів Хатідзьо-Малий на карті островів Ідзу
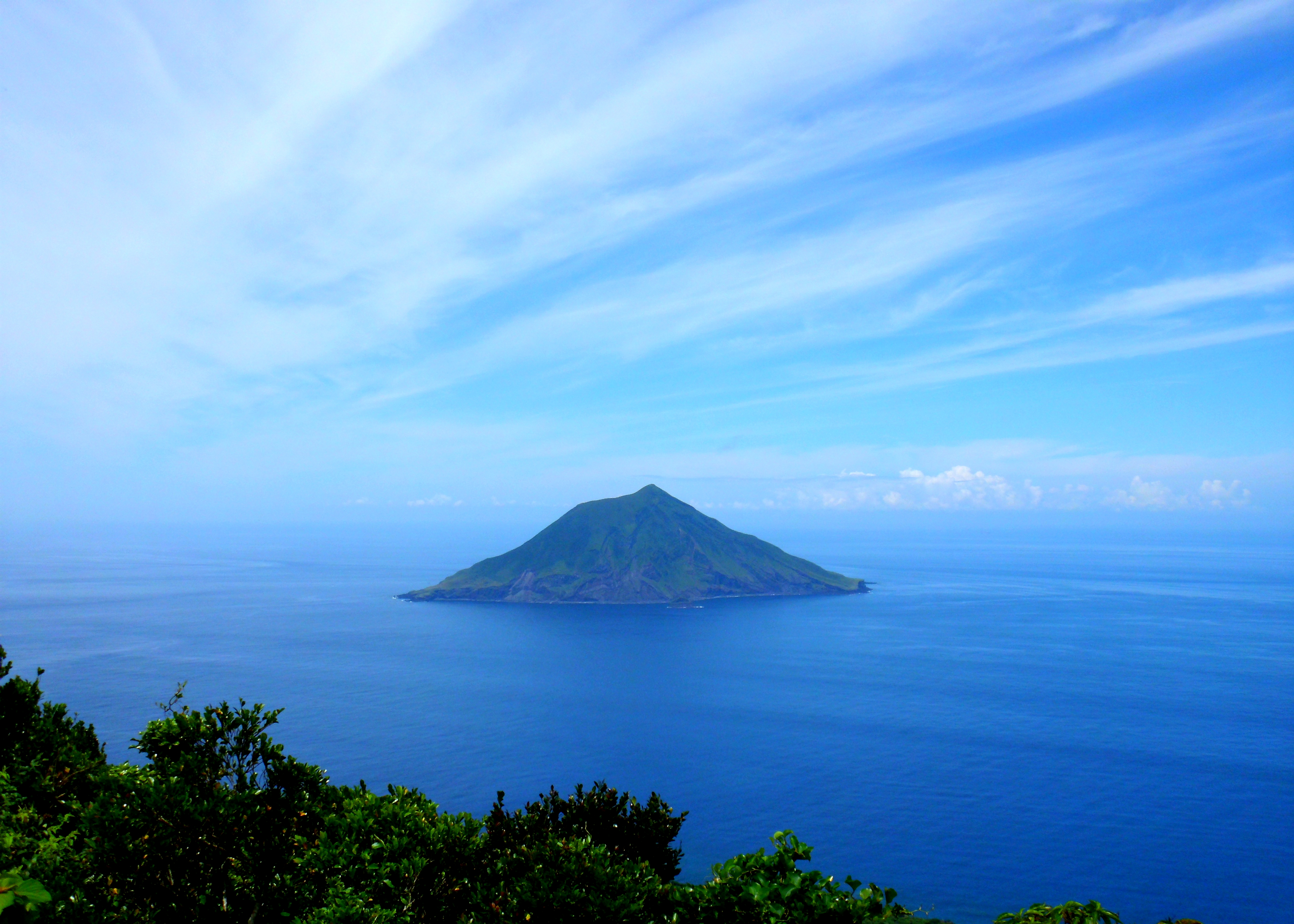
Острів Хатідзьо-Малий